# Red Rock West
Red Rock West (v anglickém originále Red Rock West) je americký kriminální film z roku 1993. Režisérem filmu je John Dahl. Hlavní role ve filmu ztvárnili Nicolas Cage, Dennis Hopper, Lara Flynn Boylová, J. T. Walsh a Dwight Yoakam.

## Obsazení
| Nicolas Cage       | Michael Williams         |
| Dennis Hopper      | Lyle                     |
| Lara Flynn Boylová | Suzanne Brown/Ann McCord |
| J. T. Walsh        | Wayne Brown/Kevin McCord |
| Dwight Yoakam      | řidič náklaďáku          |
| Timothy Carhart    | Matt Greytack            |
| Robert Apel        | Howard                   |
| Dan Shor           | Bowman                   |